# Onychorhynchus
Onychorhynchus là một chi chim trong họ Tyrannidae. theo IOC. Các cơ quan phân loại khác bao gồm AOU, Clements, và IUCN, bao gồm nó trong Tyrannidae. Tùy thuộc vào thẩm quyền, nó bao gồm một đơn phổ biến rộng rãi, hoặc 4 loài địa phương hơn. cụ thể epithet của loại loài, coronatus, và tên chung của tất cả các loài trong chi này, chim đớp ruồi hoàng gia, đề cập đến chỏm lông đầu nổi bật, đầy màu sắc, mà hiếm khi được phô ra, ngoại trừ sau khi giao phối, trong khi rỉa lông, trong khi tán tỉnh cũng như khi bị sờ vào.
Chi này có 4 loài:
| Hình ảnh | Tên khoa học                | Tên thông dụng                          | Phân bố |
| -------- | --------------------------- | --------------------------------------- | --- |
|          | Onychorhynchus coronatus    | Chim đớp ruồi hoàng gia Amazon          | Lưu vực Amazon ở phía bắc Bolivia, phía đông Peru, phía đông Ecuador, phía đông Colombia, Venezuela, Guianas và phía bắc và phía tây Brazil |
|          | Onychorhynchus mexicanus    | Chim đớp ruồi hoàng gia Bắc             | Mexico, phía nam qua phần lớn Trung Mỹ, phía tây bắc Colombia và phía tây Venezuela                                                         |
|          | Onychorhynchus occidentalis | Chim đớp ruồi hoàng gia Thái Bình Dương | Tây Ecuador và phía tây bắc Peru |
|          | Onychorhynchus swainsoni    | Chim đớp ruồi hoàng gia Đại Tây Dương   | Rừng Đại Tây Dương ở đông nam Brazil |